# Cratere Mir
Mir è un cratere sulla superficie di Ganimede.